# H. Ross Ake

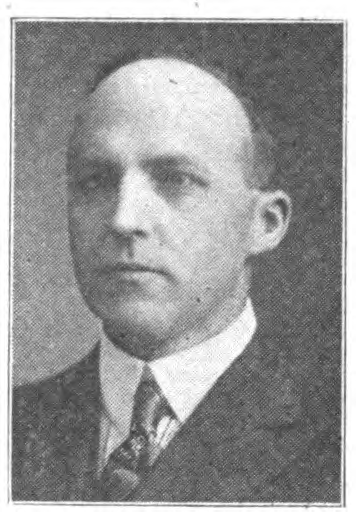
H. Ross Ake

Howard Ross Ake (* 22. September 1878 in Osnaburg Township, Ohio; † 11. Februar 1954 in East Canton, Ohio) war ein US-amerikanischer Bankier und Politiker (Republikanische Partei). Er saß in der Ohio General Assembly und war von 1929 bis 1930 Treasurer of State von Ohio.

## Werdegang
Howard Ross Ake, Sohn von Cora Shearer und John Ake, wurde 1878 auf einer Farm in Osnaburg Township (Stark County) geboren. Seine Eltern wurden beide im Stark County geboren. Er besuchte die Country Schools und das Mount Union College. Danach war er als Bankier in Canton (Ohio) tätig. Seit der Gründung der Morris Plan Bank in Canton 1916 bekleidete er dort die Posten als Secretary-Treasurer und Manager.
Ake diente zwei Amtszeiten lang als County Treasurer im Stark County, bevor er 1918 in den Senat von Ohio gewählt wurde. Er war dann von 1919 bis 1920 als Senator tätig. Seine Amtszeit war von einer Deutschenfeindlichkeit überschattet wegen der Kriegshandlungen mit den Deutschen während des Ersten Weltkrieges. In diesem Zusammenhang verabschiedete die Legislative 1919 das Ake Law, welches den Unterricht von deutscher Sprache unterhalb der achten Klasse an allen Schulen verbot, sowohl öffentlichen als auch privaten. Der Oberste Gerichtshof der Vereinigten Staaten urteilte 1921 (Meyer vs. Nebraska), dass dieses Gesetz und noch ein weiteres verfassungswidrig waren, da der Staat nicht ermächtigt ist, die deutsche Sprache an Privatschulen zu verbieten. Ake setzte seine Arbeit in der Legislative fort. Im Februar 1929 wurde der Treasurer of State Bert B. Buckley wegen Bestechung verurteilt und dazu gezwungen, zurückzutreten, ehe er seines Amtes enthoben wurde. Seine zweijährige Amtszeit hatte gerade begonnen und sollte erst Ende Januar 1931 enden. Der Gouverneur von Ohio Myers Y. Cooper ernannte daraufhin Ake zum neuen Treasurer of State für die restliche Amtszeit von Buckley. Ake trat im November 1930 von seinem Posten zurück. Die Republikanische Partei nominierte Ake 1936 im 16. Kongresswahlbezirk von Ohio für den 75. Kongress. Er kandidierte als Isolationist und erlitt eine Niederlage gegenüber dem Amtsinhaber William R. Thom von der Demokratischen Partei.
Ake heiratete 1904 Hannah Roxaine Dager. Das Paar hatte drei Kinder. Ake war ein Mitglied der Freimaurer, der Knights of Pythias, des Loyal Order of Moose und des Junior Order of United American Mechanics. Er starb 1954 in East Canton und wurde auf dem Friedhof in Mapleton (Ohio) beigesetzt.